# أغدا روسيل
أغدا فيولا روسيل (بالسويدية: Agda Rössel)‏ (ولدت بلقب جايدرستروم) (4 نوفمبر 1910 في غاليفاري، نوربوتن - 27 مايو 2001)  كانت سياسية سويدية (ديمقراطية اشتراكية) ودبلوماسية.  تم تعيينها مندوب السويد الدائم لدى الأمم المتحدة ‏ في عام 1958 وكانت أول إمرأة تشغل هذا المنصب بشكل دائم بين سفراء الأمم المتحدة الستين في ذلك العام في منظمة الأمم المتحدة؛ شغلت أغدا المنصب حتى عام 1964. بعد هذه المهمة أصبحت سفيرة السويد في العديد من البلدان مثل يوغوسلافيا وتشيكوسلوفاكيا واليونان.

## سيرة شخصية

### نشأتها
ولدت أغدا في جاليفر، نوربوتين، السويد يوم 4 نوفمبر 1910.   جاليفار هي مدينة صغيرة تعمل في مجال التعدين في أقصى شمال السويد، وذلك إلى الشمال من الدائرة القطبية الشمالية. كان والدها موظفا في السكك الحديدية. وكانت الطفل الرابع في عائلة مكونة من ستة أطفال. كانت حريصة في دراساتها. التحقت بالمدارس في ياليفاره وفي مالبرجيت.    كانت رغبتها أن تتدرب كطبيبة، ولكن ومرض والدتها والمشاكل المالية التي تعطلت دراستها لسنوات عديدة اضطرت إلى التوقف ورعاية أسرتها المكونة من سبعة أشخاص. بعد أن تعافت والدتها، واصلت دراستها في ستوكهولم ولكن في الدراسات الاجتماعية. كما وانضمت لدورة تقنية في ذات الوقت الذي كانت تعمل به في قسم الرعاية الاجتماعية في سجن كبير حيث تدربت على الطب النفسي.

### الوظيفة المبكرة
بعد تخرجها من المدرسة التقنية في عام 1939 ، اختارت العمل مع نقابات العمال وعملت أيضا في مجموعة فنادق ستوكهولم ضمن قسم شؤون الموظفين، ثم بعدها في شركة اتصالات كأمين مظالم. وخلال الجزء الأخير من سنوات الحرب عملت كمستشارة للاستجابة لحالات الطوارئ في مجلس ستوكهولم للعمل. تزوجت عام 1943 من جيمس روسيل، وهو صحفي سويدي.  أصبحت عضوًا في مجلس الاتحاد السويدي للعاملين المحترفين ‏ (مجلس TCO). في عام 1948، وبمساعدة من صديقات لها مثل ألفا مردال (الحزب الاجتماعي الديمقراطي السويدي) وأولا ليندستروم ‏ (صحفية وسياسية)، ومع الدعاية الإعلامية اللازمة، أصبحت رئيسًا للجمعيات النسائية المهنية والتعاون. مع الوقت، ازدياد شعبيتها لتصبح نائبة رئيس الاتحاد الدولي لسيدات الأعمال والمهنيات، بدلاً من ألفا مردال. 
خلال الحرب العالمية الثانية ، كان روسيل رئيس اتحاد إنقاذ الطفولة ‏ . في عام 1951، تم تعيينها من قبل حكومة السويد ‏ كمندوبة سويدية في لجنة الأمم المتحدة لحقوق الإنسان.  
في عام 1956، صرحت قائلة: «نحن سيدات الأعمال والمهنيات، مدركات لمسؤولياتنا المتزايدة تجاه البشرية في ضوء هذه القوة [الذرية] الجديدة، نقبل تحديها ونجعلها ملكاً لنا». 

### سفيرة في الامم المتحدة
في عام 1958، عينتها السويد كممثلة دائمة ‏ لها مندوب السويد الدائم لدى الأمم المتحدة ‏ (بدلاً من جونار جرينج ‏) وكانت أول امرأة تشغل هذا المنصب في هيئة الأمم المتحدة التي كانت تتألف وقتها من 60 سفيرا من مختلف البلدان. قدمت أوراق اعتمادها في 8 أغسطس 1958 ؛  اختارها أوستين أوندين لهذا المنصب رغم أنها لم تكن دبلوماسية محترفة.   عملت في هذا المنصب حتى عام 1964.  وقد خلفها السفير سفيركر أشتروم. خلال نفس الفترة، عملت ضمن مجلس الأمن التابع للأمم المتحدة. أثناء عملها في الأمم المتحدة، قامت بحملة من أجل إيقاف عالمي أو إلغاء لكل من عقوبة الإعدام وختان الإناث.

### سفيرة
بعد انتهاء مهمتها في الأمم المتحدة، عملت في بلغراد كسفيرة لكل من بلغاريا ويوغوسلافيا (في براغ) من 1964 إلى 1969، سفيرة في تشيكوسلوفاكيا خلال 1969 إلى 1973، وفي اليونان (حيث عينت في أثينا) من 1973 إلى 1976. 
ارتبط اسم روسيل برسالة كانت قد كتبتها بشكل سري يتعلق بفضيحة Wedénaffären في عام 1968، والتي تورط فيها سفين فيدين ‏؛ تم نشر هذه الرسالة بشكل علني في عام 1994 من قبل كارل بيلت. [بحاجة لمصدر]

## الحياة الشخصية
كانت متزوجة بين عامي 1943 و 1951 من جيمس روسل. توفي روسيل عن عمر يناهز 90 عامًا، في مايو 2001.

## قائمة المراجع
- Company، H.W. Wilson (1960). Current Biography Yearbook. H. W. Wilson Co. مؤرشف من الأصل في 2023-01-23.
- Sluga، Glenda؛ James، Carolyn (12 يونيو 2015). Women, Diplomacy and International Politics since 1500. Taylor & Francis. ISBN:978-1-317-49702-8. مؤرشف من الأصل في 2023-01-23.

## روابط خارجية
- أغدا روسيل على موقع مونزينجر (الألمانية)
- Klingvall och Ström (red): Från Myrdal till Lindh. Svenska diplomatprofiler. Gidlunds 2010

| المواقع الدبلوماسية  | المواقع الدبلوماسية                              | المواقع الدبلوماسية      |
| -------------------- | ------------------------------------------------ | ------------------------ |
| سبقها Gunnar Jarring | مندوب السويد الدائم لدى الأمم المتحدة ‏ 1958-1964 | تبعها سفيركر أشتروم      |
| سبقها سفين باكلوند   | سفير السويد في يوغوسلافيا 1964-1969              | تبعها لينارت فينمارك ‏    |
| سبقها هاري باجي      | سفير السويد في تشيكوسلوفاكيا 1969-1973           | تبعها كارل جورج كرافورد ‏ |
| سبقها داغ بيرجمان    | سفير السويد في اليونان 1973-1976                 | تبعها ايفار عثمان ‏       |